# British Leyland Motor Corporation
Die British Leyland Motor Corporation Ltd. (BLMC) und spätere British Leyland Ltd. (BL), BL plc, Austin Rover Group und Rover Group, meist British Leyland genannt, war ein börsennotierter britischer Mischkonzern mit Schwerpunkt in der Automobilindustrie. Er entstand 1968 als Höhepunkt einer Welle von Zusammenschlüssen verschiedener miteinander konkurrierender Fahrzeughersteller und wurde 1975 durch Verstaatlichung auf spektakuläre Weise vor dem Zusammenbruch bewahrt. Der rasche Niedergang des Konzerns wird vor allem auf eine Reihe ungünstiger Faktoren auf dem wettbewerbsintensiven wie imageträchtigen Pkw-Sektor zurückgeführt.
Das Unternehmen umfasste verschiedene Hersteller von Pkw, Lkw, Traktoren, Gabelstaplern, Militärfahrzeugen, diversen Maschinen und Blechformteilen, Kühlschränken und Druckereierzeugnissen mit insgesamt über 170.000 Beschäftigten und machte einen Großteil der britischen Fahrzeugindustrie aus.
Im Zuge der Verstaatlichung erhielt das Unternehmen mehrfach öffentliche Finanzmittel in erheblichem Umfang, wurde mehrfach umbenannt und umstrukturiert und schließlich im Laufe der 1980er Jahre sukzessive an verschiedene Investoren verkauft. Dabei wurde vor allem der Pkw-Bereich erheblich verkleinert.

## Geschichte

### Entstehung

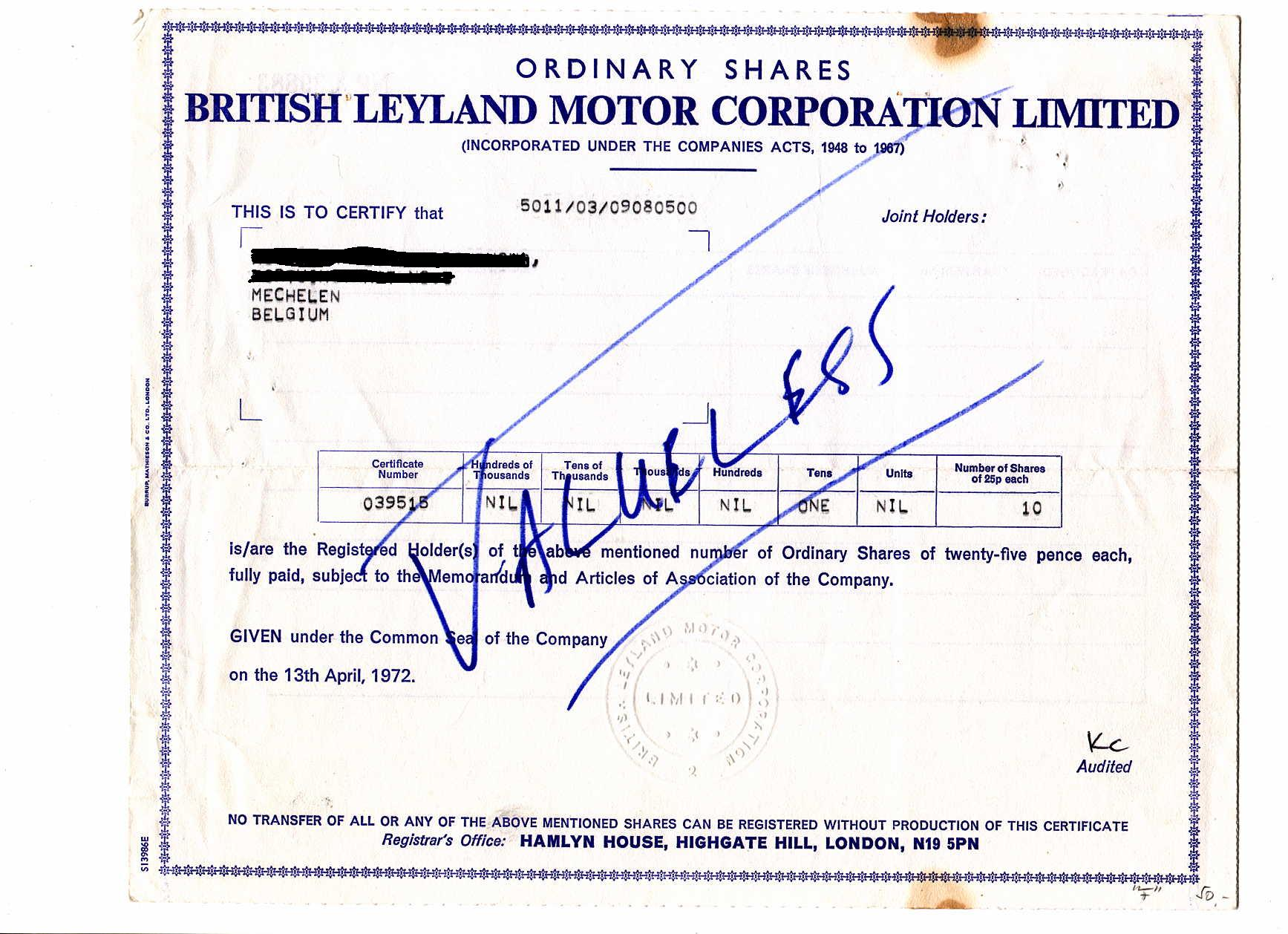
Eine alte Aktie von British Leyland

Die Entstehung von British Leyland bildete den Höhepunkt einer langjährigen Fusionswelle britischer Automobilhersteller. Diese wiesen in den ersten beiden Nachkriegsjahrzehnten trotz stetig steigender Absatzzahlen vielfach nur geringe Gewinne aus, weil ihr Produktportfolio aus vielen verschiedenen Modellen mit immer nur geringen Stückzahlen bestand, was die Rationalisierung der Produktion stark erschwerte. So bestand seinerzeit besonders seitens der britischen Regierung um Harold Wilson die Hoffnung, dieser negativen Entwicklung entgegenwirken zu können durch staatlichen Druck auf die Konzerne, sich zu größeren Einheiten zusammenzuschließen, um höhere Stückzahlen zu erreichen.
British Leyland entstand im Januar 1968 durch den Zusammenschluss zweier Autokonzerne, namentlich der Leyland Motors Ltd. („Leyland“) mit der wesentlich größeren British Motor Holdings Ltd. („British“, abgekürzt BMH). Beide Unternehmen hatten zu diesem Zeitpunkt bereits eine Reihe von Aufkäufen und Zusammenschlüssen hinter sich. So hatte Leyland, ursprünglich ein sehr erfolgreicher Hersteller hauptsächlich von Nutzfahrzeugen, die Premiumhersteller Standard-Triumph (1961) sowie Rover (1967) übernommen.
Die British Motor Holdings, ursprünglich British Motor Corporation (BMC), war bereits 1952 entstanden aus dem Zusammenschluss der beiden Erzrivalen Austin und Morris und mit rund 40 % Marktanteil der größte britische Autohersteller. Darüber hinaus wurde der Konzern 1965 erweitert um das Unternehmen Pressed Steel, den größten Zulieferer von Karosserieblechen und Pressteilen der britischen Autoindustrie sowie 1966 um Jaguar Daimler, einen kleinen, aber hochprofitablen und international erfolgreichen Nischenhersteller.

### Der Weg in die Insolvenz (1968–1974)

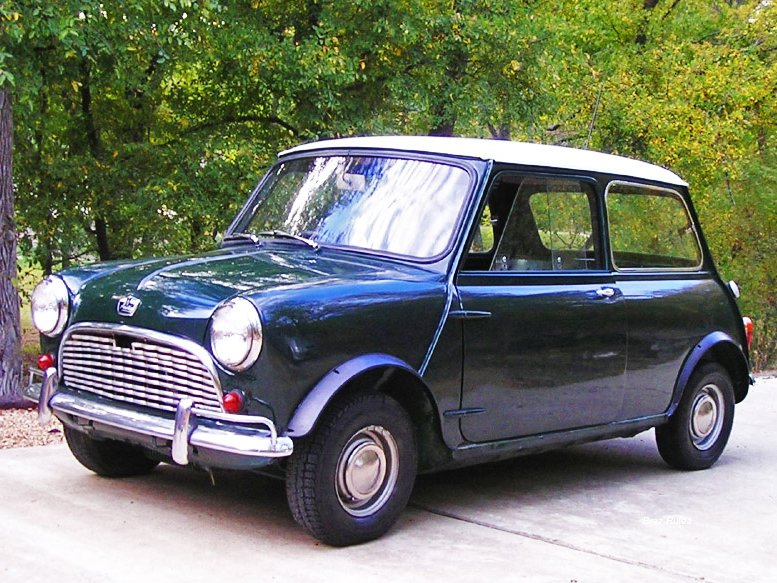
Etliche Fahrzeuge von British Leyland waren durch überlange Bauzeiträume gekennzeichnet und entsprechend veraltet, etwa der Mini, der von 1959 bis 2000 in Produktion blieb.

Schon bald nach dem Zusammenschluss der beiden Konzerne stellte sich heraus, dass nur Leyland und Jaguar profitabel arbeiteten, der Bereich Austin/Morris und damit der größte Teil des Pkw-Sektors aber kurz vor dem Zusammenbruch stand. Fabriken und Fahrzeugmodelle waren völlig veraltet, und die Entwicklung von Nachfolgemodellen war mangels finanzieller Mittel weitgehend unterblieben. Dazu hatten sich zwei gerade angelaufene Modelle als große Misserfolge erwiesen.

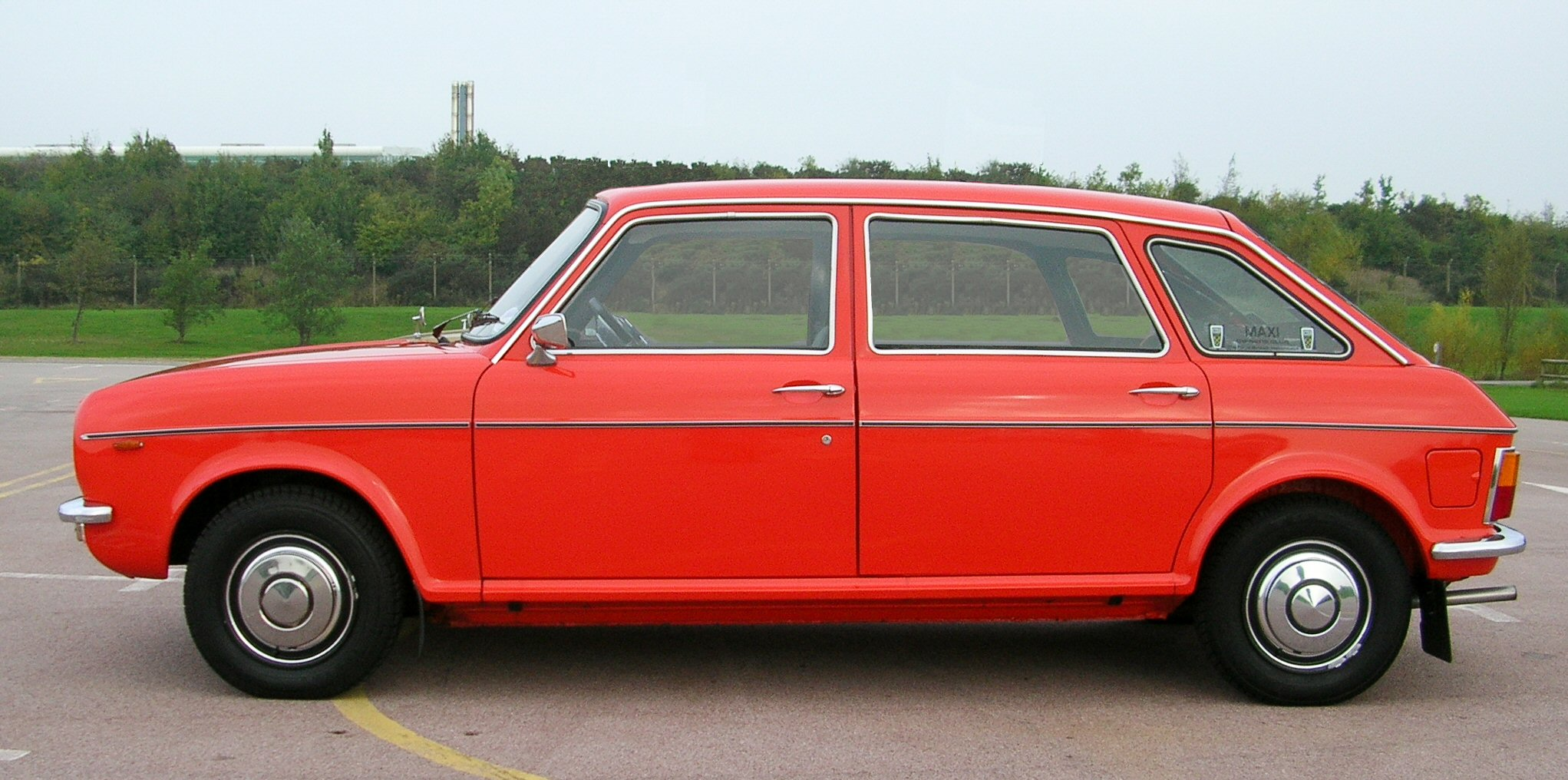
Fahrzeuge von British Leyland aus den 1970er Jahren wie der Austin Maxi waren für Kunden wenig attraktiv und zudem unzuverlässig.

Sofort und sehr hektisch wurden daraufhin einige neue Pkw-Modelle entwickelt. Abgesehen davon, dass diese Neuentwicklungen die Modellpalette zwar ergänzen, aber nicht ersetzen konnten, erwiesen sich diese wiederum als Fehlgriffe. Die Fahrzeuge waren technisch unausgereift, sehr schlecht verarbeitet und entsprachen nicht dem Kundengeschmack, was dem Konzern sehr schnell einen schlechten Ruf einbrachte. Der Pkw-Marktanteil und damit die Auslastung der Fabriken nahm innerhalb weniger Jahre rapide ab. Gleichzeitig förderte die Regierung den Bau weiterer Produktionsstandorte, was zu noch geringerer Auslastung führte. Zudem brachte der Goldstandard eine Überbewertung des britischen Pfunds mit sich, welche die Gewinne aus dem Export schmälerte.
Erschwerend kam hinzu, dass durch den Zusammenschluss eine Vielzahl etablierter Automarken unter einem Dach zusammengefasst wurde, die zuvor teils erbitterte Konkurrenten gewesen waren, so dass es innerhalb des Konzerns zu erheblichen Rivalitäten kam. Zusammen mit den konzernübergreifenden Neuentwicklungen entstand ein für den Kunden undurchsichtiges und doppelgleisiges Produktportfolio. Dadurch scheiterte letztlich auch der Versuch, die Bezeichnung „British Leyland“ als einheitliche Dachmarke zu etablieren.
Dazu war der Konzern sehr unübersichtlich und schwer zu führen. Abgesehen von den verschiedenen konkurrierenden Teilorganisationen besaß British Leyland zu Spitzenzeiten über 40 verschiedene Produktionsstätten, die über ganz Mittelengland verteilt waren, so dass sich die Produktion logistisch aufwändig und ineffizient gestaltete.
Die Probleme auf dem Pkw-Sektor führten in Kombination mit überfordertem und völlig zerstrittenem Management, erheblichen Fehlinvestitionen, äußerst problematischen Beziehungen zu den Gewerkschaften und chaotischen Zuständen in der Produktion zum raschen Niedergang der gesamten Unternehmensgruppe. Ende 1974 stand der Konzern am Rande der Insolvenz.

### Verstaatlichung, Sanierung und Reprivatisierung (1975–1988)

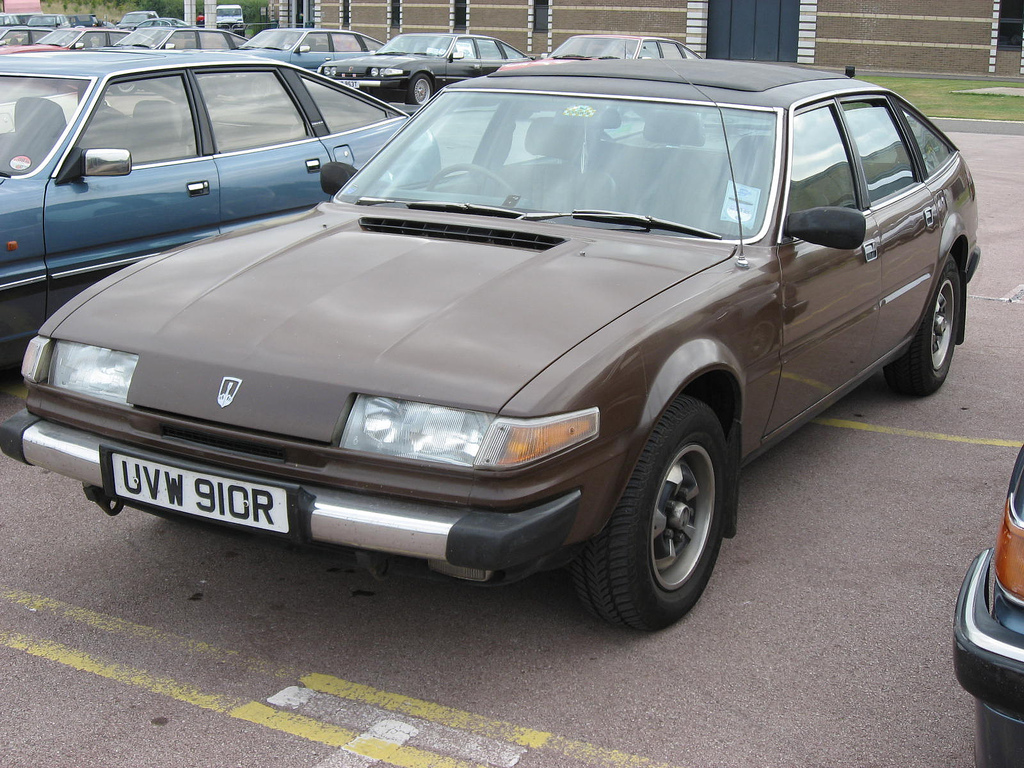
Rover 3500

Da die Regierung den unkontrollierten Zusammenbruch des Konzerns mit seinen über 170.000 Beschäftigten und den entsprechenden Anstieg der Arbeitslosigkeit nicht riskieren wollte, entschied sie sich für seine Verstaatlichung. Das Unternehmen, das nun British Leyland Ltd (BL) und später dann BL plc hieß, sollte auf Vorschlag einer Regierungskommission hin umstrukturiert werden und der Pkw-Sektor durch gewaltige Investitionen in Höhe von über 1,5 Milliarden (nach Maßgabe von 2013: 11 Milliarden) Pfund Sterling modernisiert und ausgebaut werden. Unter anderem wurden für den Austin Metro die Fertigungsanlagen umfassend modernisiert, wobei ein Automatisierungsgrad auf japanischem Niveau erreicht worden sein soll. 

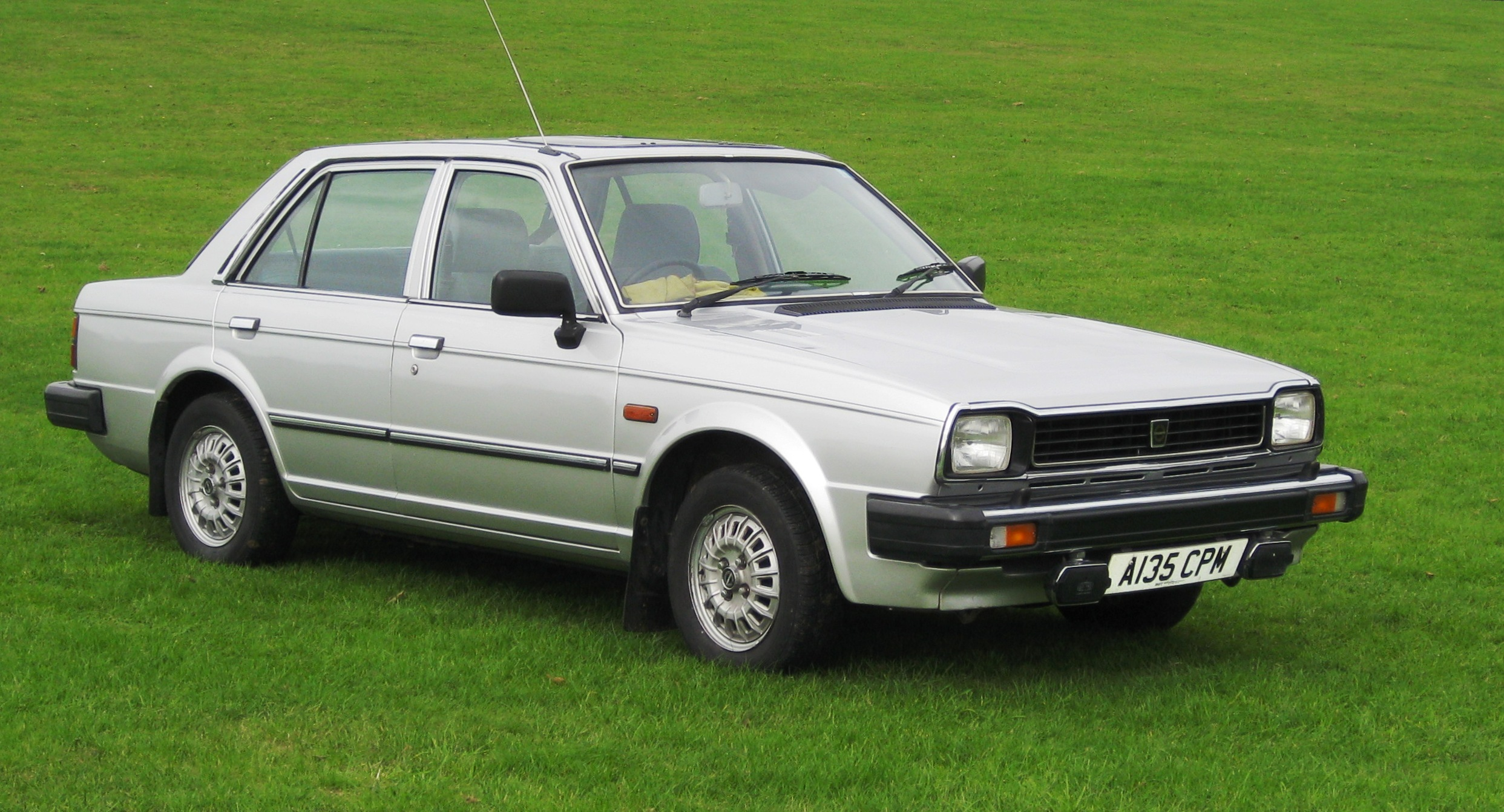
Der Triumph Acclaim war das erste Fahrzeugmodell, das in Zusammenarbeit mit Honda entstand. Gleichzeitig war es der letzte Triumph.

Die expansiven Pläne auf dem Pkw-Sektor erwiesen sich aber schon sehr bald als völlig unrealistisch. Stattdessen musste die Konzernleitung unter Michael Edwardes (1977–1982) den Weg der Konsolidierung und Schrumpfung einschlagen. Die Produktpalette wurde gestrafft und fast alle Marken wurden nach und nach eingestellt, bis 1986 im Grunde nur noch Rover übriggeblieben war. Darüber hinaus wurden die Gewerkschaften mit Unterstützung der Regierung Thatcher entmachtet, weite Teile des mittleren Managements ausgetauscht und die Produktion auf wenige Standorte konzentriert. Zahlreiche Fabriken wurden geschlossen und zehntausende Beschäftigte entlassen. Durch ein Joint-Venture mit dem japanischen Autohersteller Honda war es zudem möglich, technologischen Rückstand aufzuholen und relativ schnell zeitgemäße und zumindest relativ attraktive Fahrzeugmodelle mit hoher Fertigungsqualität auf den Markt zu bringen.
Begleitet wurde dieser Prozess durch den sukzessiven Verkauf fast aller anderen Geschäftsbereiche. Das Omnibusgeschäft wurde an Volvo verkauft, Jaguar ging an Ford, die Lkw-Produktion an DAF, die Transportersparte wurde unter dem Namen LDV verselbständigt, und die Abteilung für Militärfahrzeuge (Alvis Cars) wurde an United Scientific Holdings abgegeben. Der Verkauf der verbliebenen Pkw-Sparte an die British Aerospace (BAe) im Jahre 1988 markierte schließlich das Ende der Ära der nunmehr als Rover Group firmierenden BL als Staatskonzern.
Allerdings war die Sanierung der Pkw-Sparte Beobachtern zufolge trotz aller Anstrengungen nur bedingt erfolgreich. Noch immer waren die Fabriken nicht voll ausgelastet, was vor allem an der fehlenden Exportorientierung des Unternehmens lag. Denn der Anteil auf dem britischen Pkw-Markt war bis 1987 auf nunmehr 15 Prozent zurückgegangen, und der mangelnde Ausbau des Händlernetzes speziell in Kontinentaleuropa erlaubte es nicht, den fehlenden Absatz auf dem Heimatmarkt durch Exporte auszugleichen, wie es bei anderen Herstellern der Fall war.

## Beteiligte Unternehmen
Hier ist eine Liste der Unternehmen und Markennamen, die unter British Leyland vereinigt waren. Das Datum entspricht dem Zeitpunkt, an dem der Name das erste Mal Verwendung fand. Oft ist diese Angabe nicht eindeutig feststellbar. Die Liste ist nach den heutigen Inhabern der Markenrechte (Stand 2009) gegliedert.
Markenrechte heute: PACCAR Corp.
- 1896 Leyland Motors (Nutzfahrzeuge)

Markenrechte heute: BMW
- 1898 Riley
- 1923 Triumph Motor Company
- 1959 Mini, die ersten Fahrzeuge erschienen als Morris Mini-Minor und als Austin Seven, später als eigene Marke im Konzern verwendet

Markenrechte heute: Nanjing Automobile (Group) Corporation
- 1895 Wolseley
- 1905 Austin
- 1912 Morris
- 1913 Vanden Plas (Markenrechte außerhalb Nordamerikas)
- 1923 MG, von Morris begründet für die Sportwagen der Marke
- 1929 American Austin
- 1952 Austin Healey, von Austin begründet für die Sportwagen der Marke (Rechte zusammen mit Healey Automotive Consultants (HAC), die die Markenrechte für Healey besitzt)
- 1975 Princess, eigene Marke für den zunächst als Austin Princess erschienenen Nachfolger des Austin/Morris 1800

Markenrechte heute: Tata
- 1895 Lanchester Motor Company, baute das erste Auto aus rein britischen Teilen
- 1896 Daimler
- 1904 Rover
- 1935 Jaguar
- 1947 Land Rover, von Rover begründet für die Geländewagen der Marke

Markenrechte heute: BAE Systems
- 1919 Alvis

Markenrechte heute: BSA Regal Group
- 1924 BSA

Markenrechte heute: British Motor Heritage
- 1903 Standard Motor Company

Markenrechte heute: FIAT
- 1931 Innocenti

## Zusammenschlüsse
- 1910 Daimler wird von BSA gekauft
- 1931 BSA kauft Lanchester (1956 gibt es den letzten Lanchester)
- 1938 Morris, Wolseley und Riley fusionieren zur Nuffield Organisation
- 1944 Standard kauft Triumph Cars und wird zu Standard Triumph
- 1946 Austin kauft Vanden Plas
- 1952 die Nuffield Organisation und Austin fusionieren zu British Motor Corporation (BMC)
- 1960 Jaguar kauft von BSA die Autonamen, allen voran Daimler
- 1961 Leyland Motors kauft Standard Triumph
- 1965 Rover kauft Alvis
- 1966 BMC und Jaguar fusionieren zur British Motor Holdings
- 1967 Leyland übernimmt Rover
- 1968 Leyland fusioniert mit British Motor Holdings zur British Leyland Motor Corporation
- 1975 Aufgrund massiver finanzieller Probleme wird das Unternehmen verstaatlicht und in British Leyland Limited umbenannt.

## Abspaltungen
- 1978 Land Rover wird als eigenständiges Unternehmen innerhalb von BL etabliert
- 1979 Zusammenarbeit mit Honda
- 1981 Alvis wird an die United Scientific Holdings verkauft
- 1982 British Leyland wird zur Austin Rover Group (ARG), jedoch ohne Jaguar und Daimler, die unter der Jaguar Car Holdings weitergeführt werden
- 1983 Unterzeichnung eines Vertrages mit Honda zur Entwicklung eines gemeinsamen Mittelklassewagens
- 1984 die Produktion des Morris Ital läuft aus, was das Ende des Morris-Emblems bedeutet
- 1984 Jaguar spaltet sich ab (inklusive Daimler und den US-Rechten an Vanden Plas)
- 1986 Austin Rover nennt sich in Rover Group um, das Austin-Emblem verschwindet im Jahr darauf
- 1987 Leyland Bus spaltet sich ab und wird 1988 von Volvo gekauft
- 1987 Leyland Trucks and Vans wird an DAF verkauft und die Fahrzeuge werden von nun an als DAF-Leyland angeboten. Die Vans (Transporter) werden 1993 zur unabhängigen LDV, die LKW-Fabrik wird im selben Jahr nochmals unabhängig und zu Leyland Trucks, die 1998 von Paccar übernommen und mit Foden fusioniert werden
- 1987 Unipart, Der Ersatzteilproduzent von BL wird mittels Management buy-out verkauft
- 1988 die Rover Group wird privatisiert und an British Aerospace verkauft
- 1994 die Rover Group wird an BMW verkauft – damit endet die Zusammenarbeit mit Honda
- 2000 BMW verkauft auf Druck seiner Aktionäre die Rover Group für einen symbolischen Preis. Land Rover geht an Ford, Mini bleibt bei BMW, ebenso die nicht genutzten Marken „Standard“, „Triumph“ und „Riley“.
- 2000 das Unternehmen nennt sich jetzt MG Rover Group
- 2005 MG Rover Group beendet die Automobilproduktion

## Die wichtigsten Modelle von BL und BMC bis 1986
- 1948 Land Rover (Rover)
- 1948 Morris Minor (Nuffield)
- 1952 Rover 90 (Rover)
- 1952 Morris Oxford (BMC)
- 1954 Austin Cambridge (BMC)
- 1958 Triumph Herald (Standard-Triumph)
- 1959 Mini (BMC; ursprünglich als Austin Seven und Morris Mini-Minor)
- 1961 Jaguar E-Type (Jaguar)
- 1961 Riley Elf (BMC)
- 1961 Wolseley Hornet (BMC)
- 1962 BMC ADO16 Austin bzw. Morris 1100/1300 (BMC)
- 1962 MGB (BMC)
- 1962 Triumph Spitfire (Leyland-Triumph)
- 1964 Austin 1800/2200 (BMC)
- 1963 Triumph 2000 (Leyland-Triumph)
- 1964 Rover 2000 (Rover)
- 1968 Jaguar XJ6 (BLMC)
- 1969 Austin Maxi (BLMC)
- 1970 Triumph Dolomite (BLMC)
- 1970 Range Rover (BLMC)
- 1971 Morris Marina (BLMC)
- 1971 Triumph Stag (BLMC)
- 1973 Austin Allegro (BLMC)
- 1975 Leyland Princess (BL)
- 1975 Triumph TR7 (BL)
- 1975 Jaguar XJS (BL)
- 1976 Rover SD1 (BL)
- 1980 Austin Metro (BL)
- 1980 Morris Ital (BL)
- 1981 Triumph Acclaim (BL)
- 1982 Austin Ambassador (ARG)
- 1983 Austin Maestro (ARG)
- 1984 Austin Montego (ARG)
- 1984 Rover 200-Series (ARG)
- 1986 Rover 800/Sterling (ARG)

## Trivia
- Wegen der genannten Schwierigkeiten und der Qualitätsprobleme wurde der Name British Leyland im deutschen Sprachraum oft zu Britisch Elend verballhornt.[3][4]
- Konzernchef Michael Edwardes beschrieb seine Zeit bei British Leyland in einem Buch als „apokalyptische Erfahrung“.[5]